# Нерудова, Дануше
Дануше Нерудова (урождённая Песларова (чеш. Danuše Nerudová (Peslarová)); род. 4 января 1979, Брно, Чехословакия) — чешский экономист, преподаватель, проректор (2014—2015) и ректор (2018—2022) Университета имени Менделя в Брно. Кандидат на президентских выборах в 2023 году.

## Биография
Родилась в семье инженеров вычислительной техники Олдржиха и Дануши Песларовых. Закончила начальную и среднюю школу в Брно. Получила высшее образование в области экономической политики и управления на факультете операционной экономики в Университете имени Менделя. В 2002 году получила степень магистра. В 2005 году получила степень доктора философии после защиты диссертации на тему — «Налоговая гармонизация, координация и конкуренция в контексте единого внутреннего рынка ЕС». В 2017 году стала профессором.
С сентября 2007 года является главой института налогообложения и бухгалтерского учёта Университета имени Менделя. В период с 2009 по 2014, была заместителем декана факультета, а в период с 2014 по 2015 была ответственным проректором за стратегию, интернационализацию и IT-сферу. В своей научной работе специализировалась на вопросах налогов и их гармонизации с ЕС. Она также занималась вопросами равного положения мужчин и женщин, долгосрочной устойчивой пенсионной системы и её финансирования. В 2017 году была избрана кандидатом на должность ректора университета имени Менделя. В 2018 году была назначена ректором президентом Милошем Земаном.

## Политическая деятельность
В 2018 году была назначена главой Комиссии по справедливым пенсиям, которая была основана министром труда и социальных дел Яной Малачовой. В апреле 2020 года, основала гражданскую инициативу KoroNERV-20, чьей целью было создать экспертную платформу для формулирования решения и способов быстрого преодоления последствий пандемии COVID-19 для чешского общества и экономики.

### Участие в президентских выборах
В конце мая 2022 года объявила о своем желании принять участие на выборах в январе 2023 года, одновременно начав сбор подписей для регистрации своей кандидатуры. Неожиданно для политологов и спонсоров не прошла первый тур выборов, несмотря на активную поддержку и снявшегося в её поддержку кандидата, набрав всего 13,9% голосов. Во втором туре поддержала кандидата Петра Павла, отметив, что главным «злом» является Андрей Бабиш.

### Участие в выборах в Европейский парламент

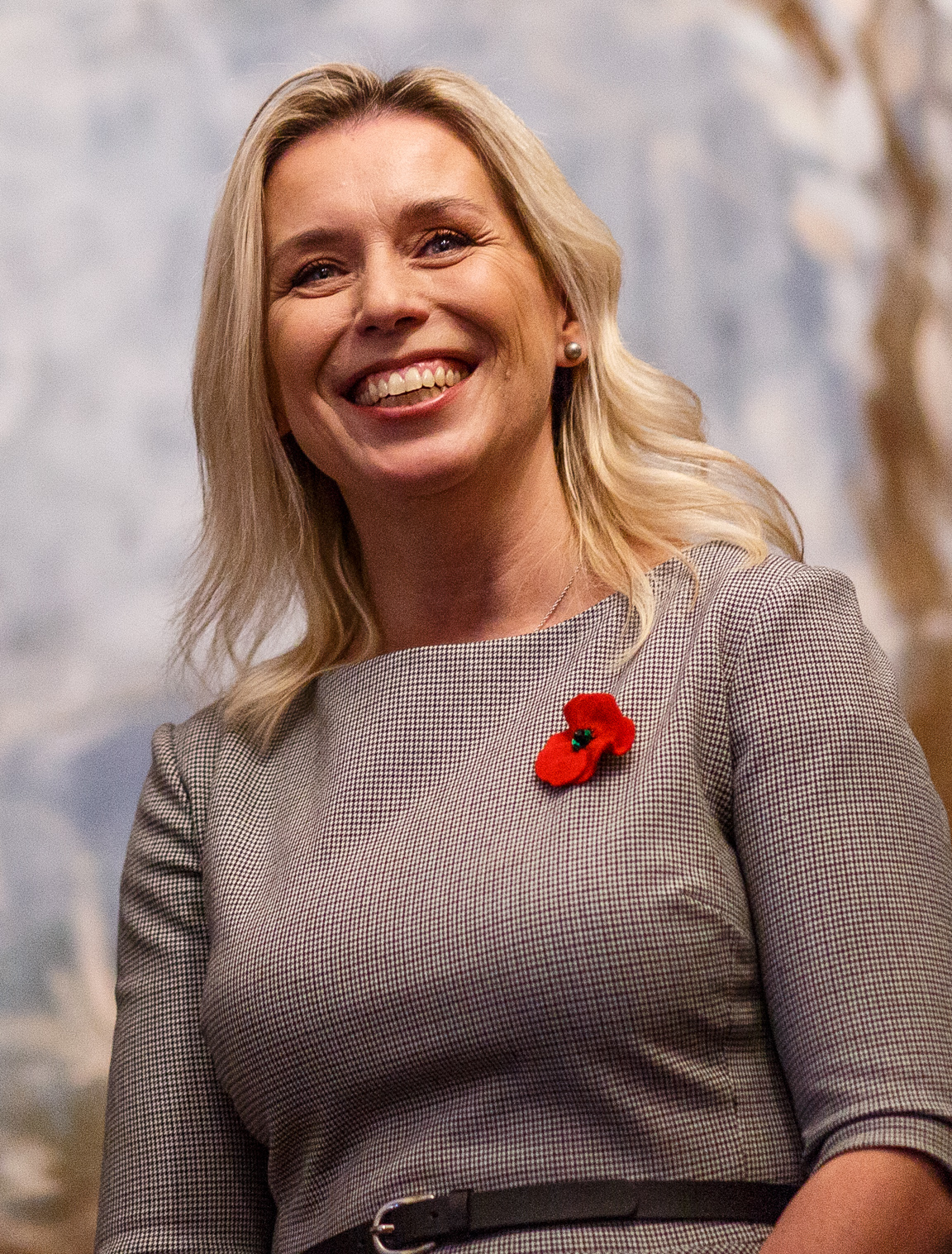
Дануше Нерудова в 2021 г.

В июне 2023 года подтвердила информацию о том, что планирует принять участие в выборах в Европейский парламент в 2024 году. Однако она не сообщила, от какой партии будет баллотироваться. По информации СМИ это могут быть TOP 09 или STAN. В августе официально подтвердила свою кандидатуру, а также подтвердила, что планирует быть лидером избирательного списка «Старосты и личности для Европы». За несколько дней до выборов вступила в движение STAN. Была лидером избирательного списка коалиции STAN и SLK, получив 59 577 преференциальных голосов, была избрана депутатом Европейского парламента.

## Семья
С 2002 года замужем за юристом Робертом Нерудой, адвокатом и совладельцем адвокатского бюро «Havel & Partners», который в период с 2008 по 2010 год был заместителем главы Управление по защите конкуренции Чешской Республики.
Имеет двух сыновей — Филипа и Даниэля.